# Anthurium algentryi
Anthurium algentryi är en kallaväxtart som beskrevs av Thomas Bernard Croat. Anthurium algentryi ingår i släktet Anthurium och familjen kallaväxter. Inga underarter finns listade.